# Nubert electronic
Die Nubert electronic GmbH (in der Selbstdarstellung auch Nubert Speaker Factory) ist ein deutsches Unternehmen mit Sitz in Schwäbisch Gmünd, das Lautsprecher und andere HiFi-Produkte entwickelt und online sowie in Ladengeschäften in Schwäbisch Gmünd und Duisburg im Direktvertrieb verkauft. Dort sind die Lautsprecher in speziell gestalteten Hörräumen anhörbar. Im Jahr 2019 beschäftigte Nubert electronic 80 Mitarbeiter.

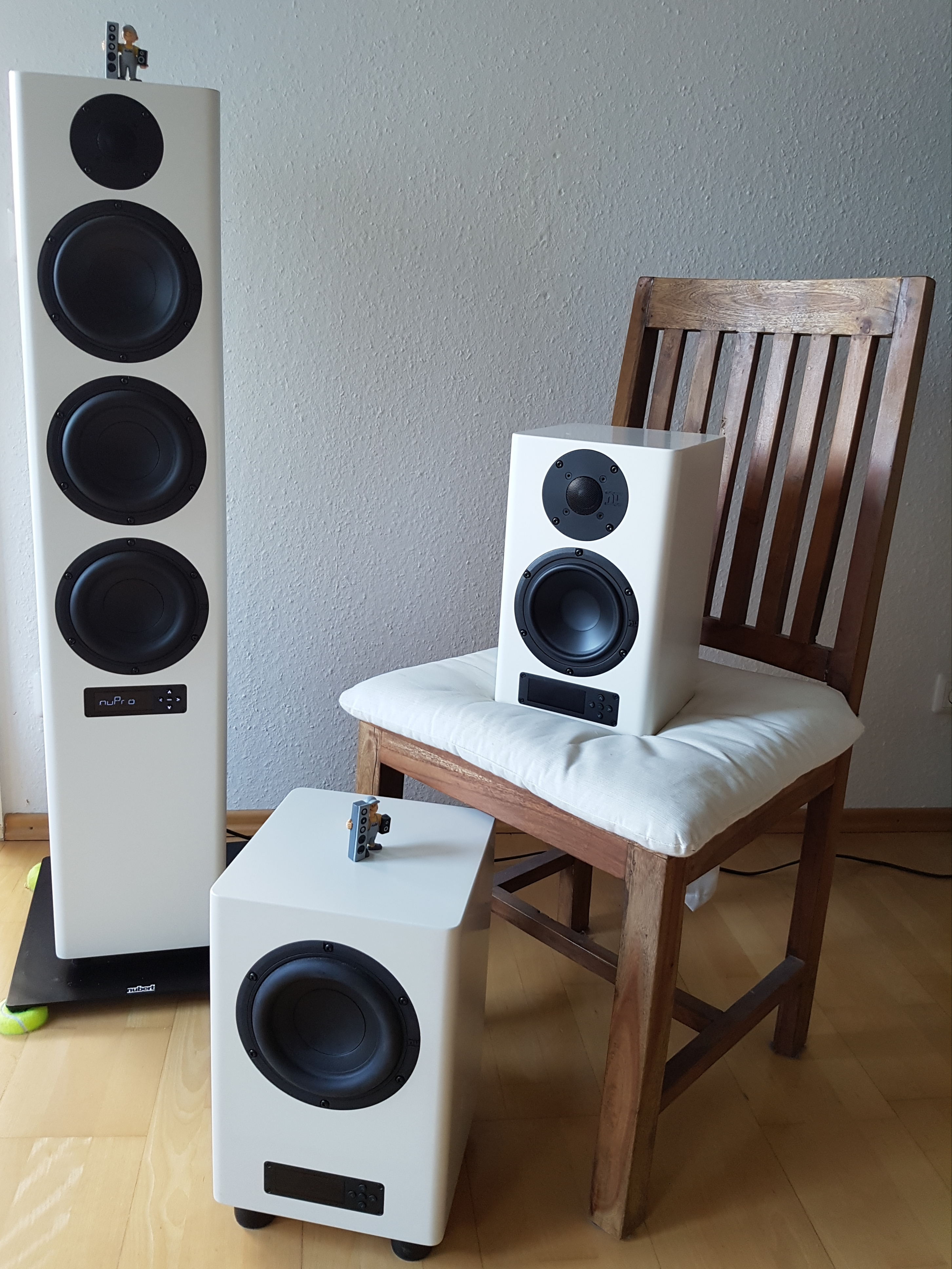
Aktivboxen A-700, A200 und Subwoofer AW-350 aus der Reihe NuPro

Nubert positioniert sich vor allem in den Bereichen Heim-HiFi-, Multiroom- und Surround- sowie Studiolautsprechern, die in verschiedenen Preiskategorien angeboten werden. Sie erzielten in Tests der Stiftung Warentest und anderen Zeitschriften sowie in deren Leserumfragen wiederholt sehr gute Ergebnisse. 1994 und 1995 wurden die ersten Modelle nuForm 60 und nuForm 90 vom iF Industrie Forum Design Hannover und vom Chicago Athenaeum, dem ältesten US-amerikanischen Designpreis („Good Design“), ausgezeichnet. 2007 kamen für Lautsprecher Red Dot Design Awards hinzu, weitere, auch für die Verstärker, folgten. Im Juni 2020 wurde die Soundbar AS-225 Testsieger bei Stiftung Warentest. Zwei Jahre später wurde die Soundbar nuPro AS-3500 von der Stiftung Warentest zum Testsieger gewählt.

## Geschichte
Nach dem Studium der Elektrotechnik in Stuttgart bis zur Zwischenprüfung gründete Günther Nubert (* 1. November 1949) 1975 das Unternehmen als Ein-Mann-Betrieb. Zunächst stellte Nubert Einzelanfertigungen her. Die ersten eigenen Lautsprecher brachte Nubert 1980 auf den Markt, die seither ständig weiterentwickelt wurden. Sie wurden samt der Frequenzweichen in Handarbeit in Schwäbisch Gmünd hergestellt. Von 1979 (bis April 2020) war Roland Spiegler für das Marketing zuständig. 1994 und 1995 erschienen mit der nuForm 60 und nuForm 90 die ersten Modelle, bei denen auch ein gefälliges Äußeres umgesetzt war. 1996 wurde der deutschlandweite Direktvertrieb aufgenommen. Infolgedessen verzeichnete Nubert fünf Jahre Zuwächse von durchschnittlich 40 Prozent, obwohl der HiFi-Markt rückläufig war.

### Seit 2000
2002 verkaufte Nubert 15.000 Lautsprecher, die zu dieser Zeit durch zwei deutsche Vertragsfirmen hergestellt wurden. 2005 und 2016 brachte das Unternehmen eigene Vorverstärker und Endstufen auf den Markt, 2016 folgten drahtlos vernetzte Lautsprechersysteme und 2019 der digitale Vollverstärker nuConnect ampX. 2007 wurden Lautsprecher mit dem Red Dot Design Award und 2008 wieder vom iF Industrie Forum Design ausgezeichnet, 2016 wurde auch für die die Vor-/Endverstärkerkombination nuControl und nuPower D ebenfalls ein Red Dot Design Award und ein iF Award erlangt, 2019 erreichte die nuPro-Lautsprecherserie die gleichen Auszeichnungen. Die Entwicklungsarbeit leistet mittlerweile ein dreiköpfiges Ingenieursteam. Die Zahl der Mitarbeiter wuchs von 25 im Jahr 2005 auf 71 im Jahr 2017. Weiterhin wird das eigene Sortiment mit aktiven Tuning-Modulen zur Feinjustierung von Lautsprechersignalen sowie einem umfangreichen Handelsprogramm an HiFi-Komponenten von Fremdherstellern ergänzt. Im Jahr 2022 wurde mit dem Modell nuGo! ONE erstmals ein mobiler Lautsprecher mit Radio- und Bluetooth-Funktion auf den Markt gebracht. 
Im Jahr 2020 wurde das HiFi-Fachgeschäft sowie das Hörstudio in Aalen aufgrund der zunehmenden Bedeutung des Online-Versands und der damit einhergehenden rückläufigen Frequentierung der Einzelhandelsgeschäfte geschlossen.

## Produkte

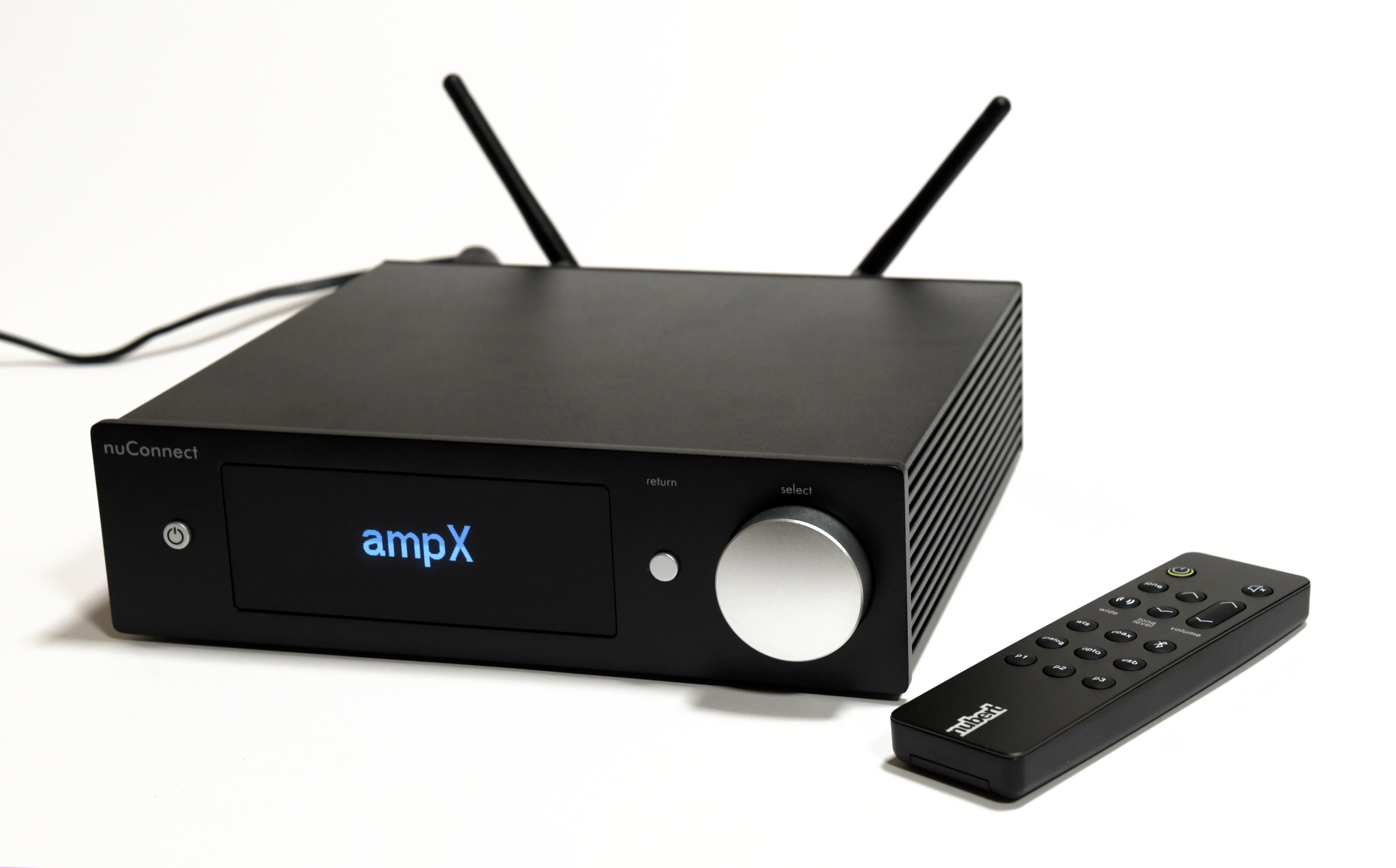
Digitaler Vollverstärker nuConnect ampX

Das Produktsortiment von Nubert umfasst verschiedene Audio- und Hi-Fi-Kategorien:
- Passive Stereolautsprecher
- Aktive Lautsprecher seit 2011,[19][20] die neben einer Kabelverbindung über USB, Klinkenstecker oder XLR,[21] auch kabellos über Bluetooth oder Funk angesteuert werden können[22]
- Heimkinolautsprecher und -systeme
- Soundbars[23][8] und Sounddecks
- PC- und Multimedia-Lautsprecher[24]
- Aktive Tuning Module (ATM) zur Leistungsverbesserung[7][25]
- Funkmodule[22]
- Heimkino- und Hi-Fi-Vollverstärker, Vorverstärker und Endstufen[26][27]
- Analoge und Digitale Vorstufe

Die Lautsprechergehäuse lässt Nubert seit über zwanzig Jahren (2018), wie beispielsweise Canton und T+A, in der Möbelmanufaktur Roterring in Ahaus herstellen. Bei der nuVero- und nuLine-Serie kommt hier auch die Bestückung hinzu. Die Komponenten werden aus Kostengründen in Polen und Asien hergestellt. Asien ist auch die Herstellungsregion der Verstärker.

### Bedien- und AR-Software
Für die Aktivboxen der NuPro X-Serie gibt es zur Konfiguration und Steuerung eine App für Android und iOS in den jeweiligen App-Stores.
Nubert bietet eine Web-App an, mit deren Hilfe Nubert-Lautsprecher über Augmented Reality in das Kamerabild eingebunden werden. Die App erkennt automatisch die Winkel im Bild des Smartphones und animiert den Lautsprecher dreidimensional maßstabsgetreu ins Bild.